# Aguttes
Aguttes est une maison de ventes aux enchères indépendante fondée en 1974 à Clermont-Ferrand par Claude Aguttes. Elle est l'une des principales maisons de ventes sur le marché de l'art français, au quatrième rang en termes de chiffre d'affaires.

## Histoire
Claude Aguttes, né à Bourges en 1948, est diplômé en 1971 à 22 ans. Il fonde une maison de vente à Clermont-Ferrand en 1974, spécialisée dans les objets d'art ancien.

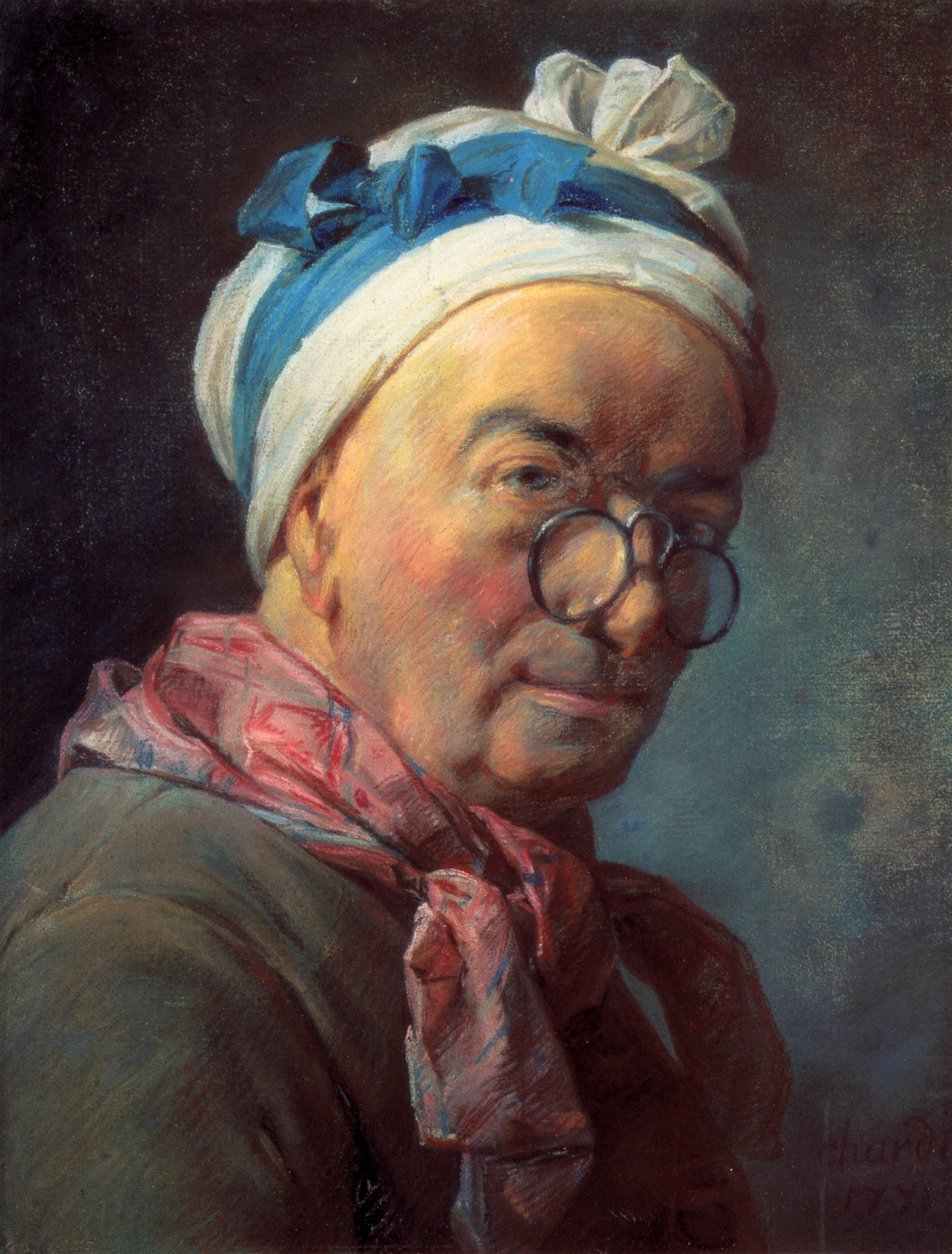
Autoportrait aux bésicles, Jean Baptiste Siméon Chardin, 1773

En 1986, la maison Aguttes réalise la vente  de l’Autoportrait aux bésicles (1771), par Jean-Siméon Chardin, l'un des plus grands peintres francais et européens du XVIIIe siècle, pour 6,6 millions de francs, soit environ un million d'euros actuels. L'œuvre est préemptée par le musée des Beaux-Arts d'Orléans.
Au début des années 1990, Claude Aguttes rejoint Paris et rachète en 1995 l'étude de maître Gabrielle Ionesco à Neuilly-sur-Seine.
En 2008, Claude Aguttes rachète au comissaire-priseur Jean-Claude Anaf son département «peintures et objets artistiques» ainsi que le bâtiment de la gare des Brotteaux, à Lyon.
Peu après une extension vers les bijoux et les perles fines, la maison de vente devient la première maison indépendante en France à dépasser la barre des 50 millions d'adjudications.
En 2023, la maison de ventes rouvre un département « Instruments et archets », un département «Cartes de collection»,, puis un département «Sport» en 2024[réf. souhaitée].
Des six enfants de Claude Aguttes, trois travaillent aujourd'hui au sein de l'entreprise. L'entreprise est située à Neuilly-sur-Seine, possède des bureaux de représentation à Paris, Lyon, Aix-en-Provence, Bruxelles et Genève et embauche 60 personnes[Quand ?].

## Sanction pour manque de vigilance sur la provenance
En 2012, Aguttes est mis en cause pour une vente douteuse en octobre 2007 à Drouot du tableau Le Vacher, attribué par l'expert Dan Coissard au peintre russe Ivan Chichkine, et adjugé 37000 euros. Doutant de l'authenticité, l'acheteuse porte plainte pour faux et saisit l'autorité de régulation des ventes aux enchères, le conseil des ventes. L'enquête révèle que le vendeur est une société écran luxembourgeoise dont le représentant est un collaborateur de l'expert Dan Croissard qui a attribué le tableau à Chichkine, et avec lequel Aguttes a déjà plusieurs fois collaboré. Elle révèle également le passage par une succession d'intermédiaires douteux à la Barbade et au Liechtenstein, sans parvenir à identifier le bénéficiaire final de la vente,.
En juillet 2012, à la suite de l'enquête, le conseil des ventes prononce la suspension de l'activité d'Aguttes pour deux mois pour « avoir manqué de vigilance quand à la provenance du tableau et l'identité de son propriétaire », relatif aux dispositions sur le blanchiment. Aguttes a l'interdiction d'organiser des ventes aux enchères en juillet et en août. Il s'agit selon l'AFP d'une sanction peu courante,.
Claude Aguttes est alors le président du conseil d'administration de Drouot Enchères. À la suite de la sanction du conseil des ventes, il propose sa démission du conseil en juillet. Donné partant par Les Échos, il est finalement maintenu à son poste par le conseil en septembre.

## Résultats
En 2019, la maison Aguttes réalise plus de 66 millions d'euros en chiffre d'affaires, y compris ses ventes privées. En 2021, elle totalise 77,5 millions d'euros, ce qui représente une évolution de 64 % par rapport à 2020. Sa croissance continue en 2022 pour un chiffre d'affaires de 86,5 millions d'euros, soit 11,6 % de plus que l'année d'avant. Ces résultats sont dus à une hausse du nombre de lots vendus au-dessus de 100 000 euros (152 contre 90 en 2021).

## Ventes notables

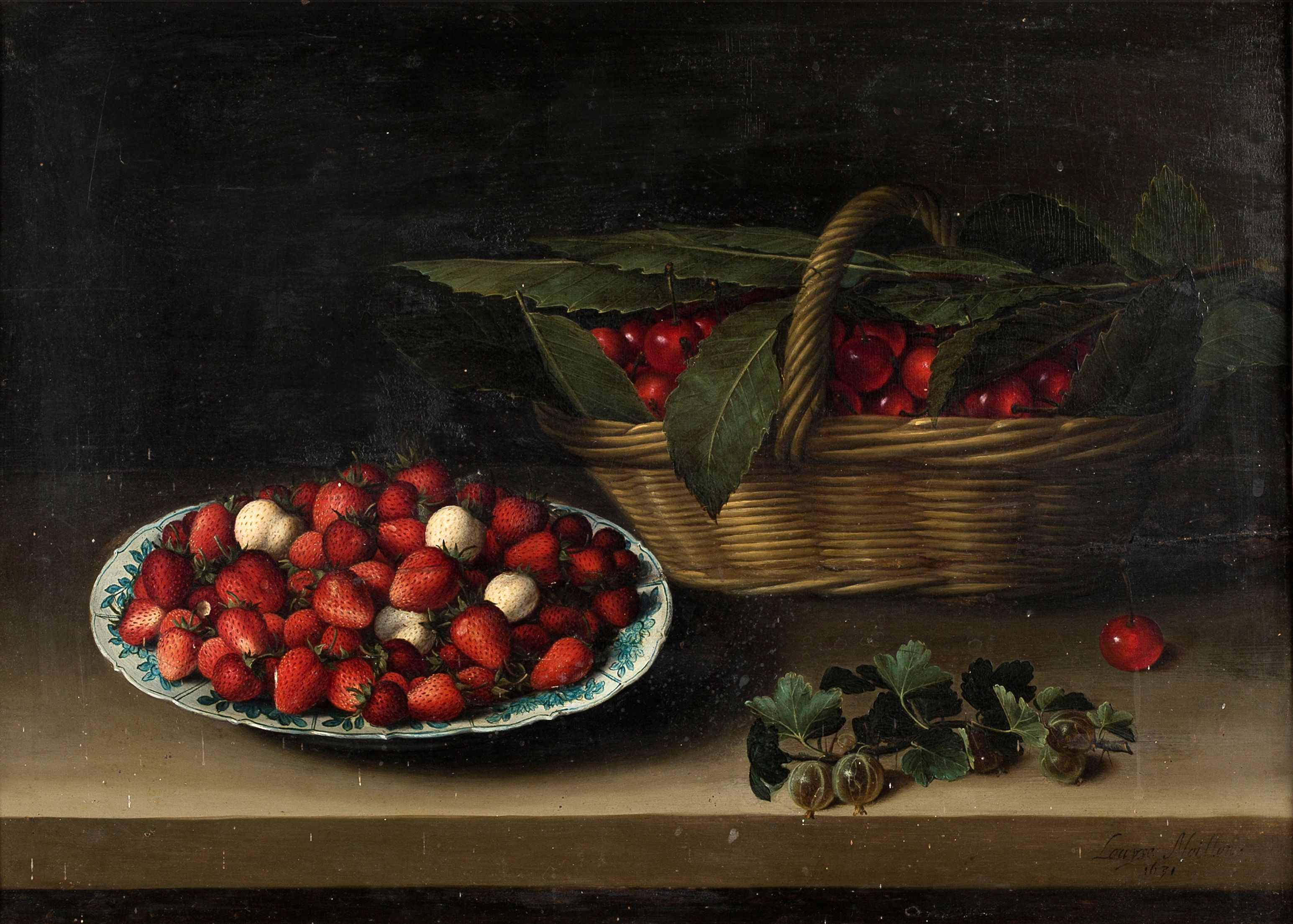
Nature morte à la coupe de fraises, panier de cerises, blanche de groseilles à maquereaux, Louise Moillon, vendu chez Aguttes en 2022.

### Œuvres d'art
- L'étoile Bleue de Joan Miro en 2007 (11,6 millions d'euros)[16]

- Une sculpture d'Edme Bouchardon du XVIIIe siècle en 2012 (3,7 millions d'euros), préemptée par le musée du Louvre[3]

- Trois toiles de l'artiste chinois Sanyu en 2015 (9,69 millions d'euros) puis une quatrième en 2017 (8,8 millions d'euros)[3]
- Une nature morte de Louyse Moillon en 2022 (1,6 million d'euros)
- Un tableau de Pierre Soulages en 2022, première vente après la mort de l'artiste[3] (960 000 euros)[17],[18]
- Tableaux En plein air  (828 000 euros)[19] et Portrait de Madame Ngujên Nguyêt Nga (410 000 euros) du peintre vietnamien Mai-Thu en 2024[19]

### Collections
- Mobilier de l'hôtel de la Mamounia à Marrakech, environ 5 000 lots en 2009 (3 millions d'euros)[20]
- Collection Kenzo Takada en 2009 (2 millions d'euros)[21]
- Collection Roger Vivier en 2011[22].
- Collection Thierry et Christine de Chirée en 2011 (3,4 millions d’euros)[23].
- Mobilier de Valéry Giscard d’Estaing à Chanonat en 2012 (683 000 euros)[24]

### Manuscrits
- Manuscrit d'Albert Einstein et Michele Besso sur la Théorie de la Relativité en 2021 (11,6 millions d'euros)[25]
- Aguttes est désignée en 2016 par le Tribunal de grande instance de Paris[26] pour l'inventaire, la conservation et la dispersion des collections Aristophil à la suite de l'affaire du même nom (130 000 manuscrits)[27].

### Autres
- Un squelette entier de mammouth en 2017, emporté par Pierre-Etienne Bindschedler (550 000 euros)[28]
- Un squelette d'un dinosaure allosauridé âgé de 150 millions d'années, adjugé, au premier étage de la Tour Eiffel en 2018 pour 2 millions d'euros à un particulier français[29]
- Premier SMS de l'histoire sous forme de NFT en 2021 pour 132 600 euros, en vendant la tablette sur laquelle le SMS apparaît et contournant ainsi le vide juridique concernant la vente des biens immatériels aux enchères subsistant à l'époque[30]
- Un violon du luthier Guarneri del Gesù  de 1736 vendu pour 3,4 millions d'euros à l'acteur David Garrett en 2022[3]
- Une guitare de Trianon réalisée vers 1775, ayant vraisemblablement appartenu à Marie-Antoinette, vendue en 2022 pour 78 000 euros[31].
- Une Pokémon box scellée, set de base première édition de 1999, pour 46 789 euros en 2023[32].